# Гёсдорф
Гёсдорф (люкс. Géisdref, фр. Goesdorf) — коммуна в Люксембурге, располагается в округе Дикирх. Коммуна Гёсдорф является частью кантона Вильц. В коммуне находится одноимённый населённый пункт.
Население составляет 1200 человек (на 2008 год), в коммуне располагаются 420 домашних хозяйств. Занимает площадь 29,41 км² (по занимаемой площади 21 место из 116 коммун). Наивысшая точка коммуны над уровнем моря составляет 498 м. (25 место из 116 коммун), наименьшая 233 м. (49 место из 116 коммун).

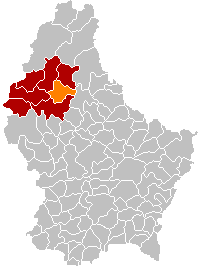
Оранжевый цвет - коммуна Гёсдорф, красный - кантон Вильц.